# هوبير بوكانان
هوبير بوكانان (بالإنجليزية: Hubert Buchanan)‏ هو طيار أمريكي، ولد في 24 أبريل 1941 في سكوتسبورغ في الولايات المتحدة.